# امامزاده درب امام
امامزاده درب امام مربوط به دوران‌های تاریخی پس از اسلام است و در اصفهان، خیابان عبدالرزاق، بازارچه حاج محمد جعفر، کوی درب امام واقع شده و این اثر در تاریخ ۲۲ آذر ۱۳۱۳ با شمارهٔ ثبت ۲۱۷ به‌عنوان یکی از آثار ملی ایران به ثبت رسیده‌است.

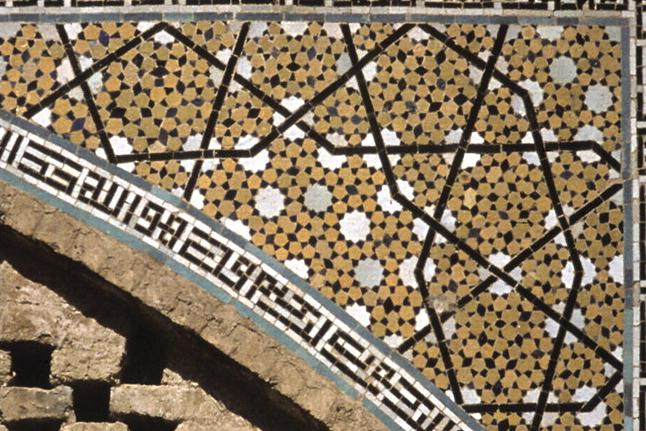
کاشی‌کاری امامزاده درب امام

بدو ورود در قسمت حیاط این بنا شیرسنگی وجود دارد که نماد پهلوانی است و حیاط مسیر رفتن به داخل امامزاده را برای ما مشخص و تعیین می نماید.
این بنا به فرمان سلطان جهانشاه ساخته شده و کتیبه‌های کاشی‌کاری معرق آن از بهترین کاشی‌کاری ایرانی است. پیتر لو و پائول استینهاردت روی الگوهای کاشی‌کاری این بنا تحقیق کرده‌اند. گره‌چینی این بنا از همهٔ بناهای قدیمی‌تر از خود در جهان اسلام پیچیده‌تر است. الگوی کاشی‌کاری این بنا نمودی از الگوی پنروز (Penrose tiling) است، الگویی تقارنی با چندین خاصیت منحصربه‌فرد که توسط راجر پنروز در دههٔ ۱۹۷۰ ارائه شد و بعدها توسط دانشمندان دیگر گسترش یافت.و بنا به اظهاراتی مقبره جمال الدین عبدالرزاق اصفهانی شاعر در این مکان میباشد
ابونعیم می‌نویسد سنبلستان مصلای سعید بن جبیر است که در سپاه عبدالرحمن اشعث بوده که بر حجاج شورید و اصفهان را مسخر ساخت و بقعه دو امامزاده بطحا و زین‌العابدین نزدیک مصلا بنا شده است.
نکته جالب دیگر در مورد این امامزاده، توریست‌هایی هستند که از کشورهای عربی برای دیدن اجدادشان که در اینجا دفن شده‌اند، به اصفهان و دیدن این مقبره مشرف می شوند. براساس شجره‌نامه سادات امامی «ابراهیم بن محمد بطحانی بن قاسم بن حسن بن زید بن حسن بن علی بن ابی‌طالب» می باشد.

## نگارخانه

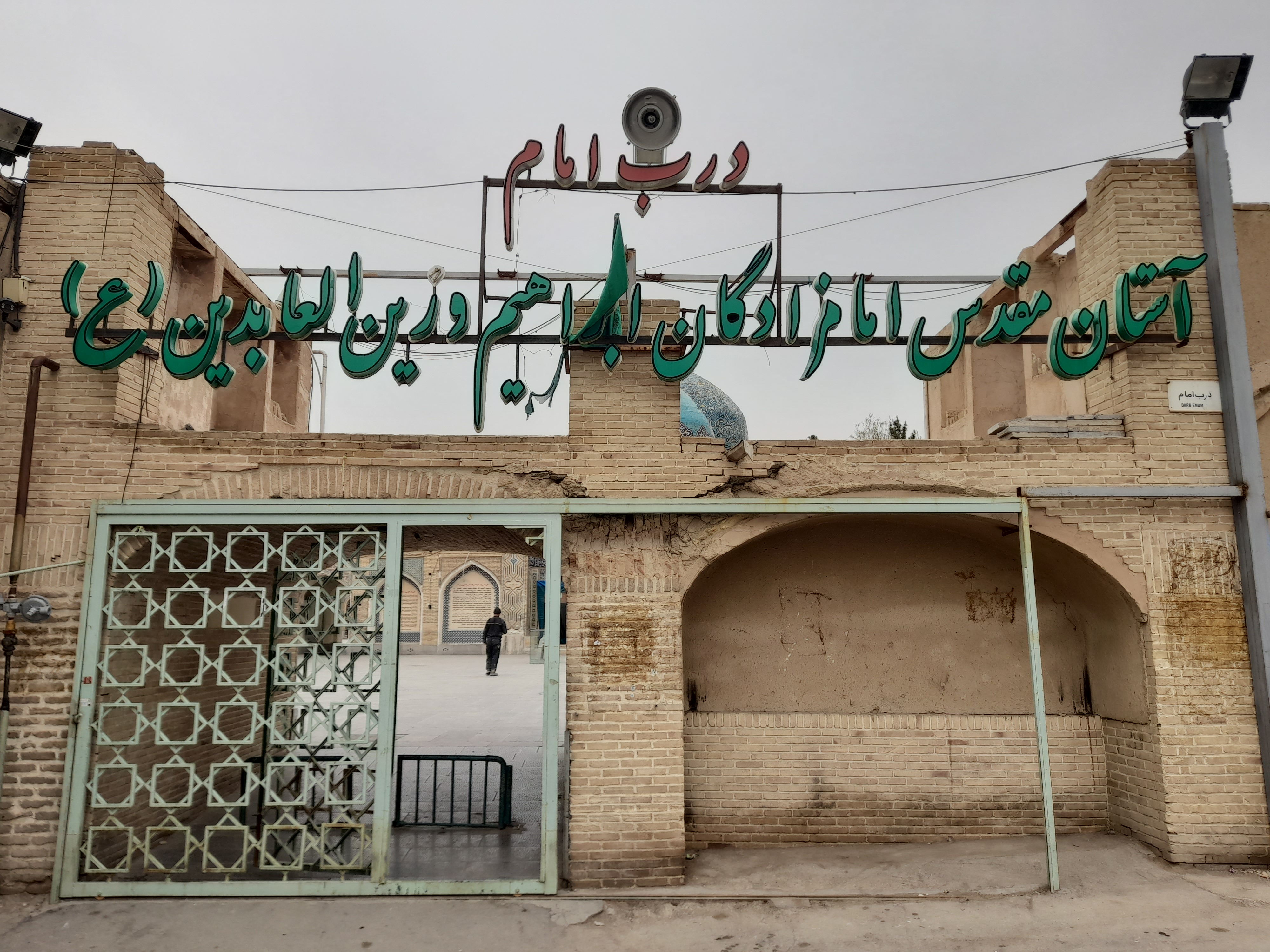
ورودی امامزاده